# Fußball-Weltmeisterschaft 1954
Die Endrunde der Fußball-Weltmeisterschaft 1954 (französisch Championnat du Monde de Football, italienisch Campionato Mondiale di Calcio) war die fünfte Ausspielung des bedeutendsten Turniers für Fußballnationalmannschaften und fand vom 16. Juni bis zum 4. Juli 1954 in der Schweiz statt. Es traten 16 Nationalmannschaften zunächst in Gruppen- und danach in Ausscheidungsspielen gegeneinander an.
Die Fußballweltmeisterschaft 1954 war die erste, die offiziell die Bezeichnung Fußball-Weltmeisterschaft trug. Erstmals wurden die Spiele direkt im Fernsehen übertragen; etwa 90 Millionen Menschen sahen die Begegnungen des Turniers vor rund vier Millionen Schwarz-Weiß-Fernsehern.
Außenseiter Deutschland gewann das Turnier nach einem 3:2-Sieg über die favorisierten Ungarn im Finale von Bern und wurde damit zum ersten Mal Fußball-Weltmeister. Für viele Deutsche erhielt das „Wunder von Bern“ Symbolkraft als ein Zeichen des Aufbruchs nach dem verlorenen Weltkrieg und den Entbehrungen der Nachkriegszeit. Im Spiel um den dritten Platz besiegte Österreich den Titelverteidiger Uruguay mit 3:1. Vize-Weltmeister Brasilien scheiterte, wie auch der Gastgeber, im Viertelfinale.
Torschützenkönig des Turniers wurde mit elf Treffern der kopfballstarke ungarische Stürmer Sándor Kocsis.
Mit Jenő Buzánszky starb am 11. Januar 2015 der letzte Finalteilnehmer der ungarischen Mannschaft. Der letzte Spieler der deutschen Nationalmannschaft, Horst Eckel, starb am 3. Dezember 2021.

## Vergabe
Als einzigem Bewerber wurde am 22. Juli 1946 in Luxemburg der Schweiz die Ausrichtung der Weltmeisterschaft 1953 zugesprochen. Am gleichen Tag wurde Brasilien die Fußball-Weltmeisterschaft 1949 zugesprochen. Aus organisatorischen Gründen wurde die WM in Brasilien ins Jahr 1950 verschoben. Um den Vierjahres-Rhythmus zu wahren, verschob sich der Termin der Schweizer WM ins Jahr 1954.

## Gastgeber
Die Schweiz bewarb sich beim 25. FIFA-Kongress Ende Juli 1946 in Luxemburg (dem ersten FIFA-Nachkriegskongress) zunächst als Ausrichter der WM 1950. Die Bewerbung des Schweizerischen Fußballverbandes wurde zunächst vor allem auf Grund der geringen Größe des Landes und der Stadien mit großer Skepsis betrachtet. Daraufhin verwiesen die Schweizer auf ihre Verdienste als neutrales Land im Krieg sowie ihre bedeutende Rolle in der Organisation des Weltfußballs – unter anderem als Hauptsitz der FIFA. Nach hitzigen Debatten wurde von den 80 Delegierten auf dem Luxemburger Kongress schließlich ein Kompromiss ausgehandelt. Brasilien sollte die nächste Weltmeisterschaft austragen, die ursprünglich für 1949 geplant war. Die Schweiz bekam den Zuschlag für eine Zwischen-WM im Jahre 1951, bevor ab der WM 1954, für deren Austragung Schweden als Favorit galt, wieder auf den althergebrachten Vierjahres-Rhythmus gewechselt werden sollte.
Nachdem das FIFA-Exekutivkomitee am 18. Januar 1947 die Weltmeisterschaft in Brasilien „wegen Zeitknappheit für die Bildung der Ausscheidungsgruppen“ um ein Jahr auf 1950 verschoben hatte, wurde mit diesem Beschluss auch das Schweizer Interimsturnier gestrichen. Weil Schweden als Veranstalter für die Weltmeisterschaft 1954 jedoch so gut wie feststand, hätten die Schweizer bis 1958 warten müssen. Aufgrund des 1954 anstehenden Jubiläums der 50-jährigen FIFA-Mitgliedschaft bedrängten die Schweizer Verantwortlichen die Schweden, mit ihnen zu tauschen und hatten Erfolg. Schweden zog seine Kandidatur für 1954 zurück und ließ sich auf 1958 vertrösten, worauf die Fußball-Weltmeisterschaft 1954 offiziell auf dem FIFA-Kongress 1948 in London an die Schweiz vergeben wurde.

## Spielorte

Das Wankdorf-Stadion in Bern, Aufnahme vom April 1954

Die Spiele der Weltmeisterschaft wurden in sechs Stadien in sechs verschiedenen Schweizer Städten ausgetragen.
- Basel: Das innerhalb eines Jahres errichtete und am 24. April 1954 eröffnete St.-Jakob-Stadion, von Einheimischen auch Joggeli genannt, war die Heimat des FC Concordia Basel. Die 54.800 Zuschauer fassende Spielstätte war Austragungsort von vier Vorrundenspielen, einem Viertelfinalspiel und dem Halbfinale zwischen Österreich und Deutschland. Insgesamt sahen 220.000 Zuschauer die sechs Spiele, im Schnitt 36.667. Die meisten (58.000) kamen zum Halbfinalspiel Deutschland gegen Österreich, womit mehr Zuschauer anwesend waren, als die Kapazität zuließ. Dagegen wollten nur 14.000 das Vorrundenspiel England gegen Belgien sehen, immerhin bekamen sie acht Tore zu sehen.
- Bern: Das Stadion Wankdorf, die Heimstätte der Berner Young Boys, war mit 64.600 Plätzen das größte Stadion während der WM 1954. In dem für vier Millionen Schweizer Franken umgebauten und erweiterten Stadion fanden das Endspiel, ein Viertelfinale und drei Vorrundenbegegnungen statt. Insgesamt sahen 194.500 Zuschauer die fünf Spiele, im Schnitt 38.900. Nur 20.500 Zuschauer wollten das Spiel von Titelverteidiger Uruguay gegen die Tschechoslowakei sehen. Zum Endspiel kamen dagegen 62.500 überwiegend deutsche Zuschauer.
- Genf: Im Stade des Charmilles von Servette Genf fanden drei Spiele der Vorrunde, sowie ein Viertelfinale statt. Während der WM 1954 fasste das reine Fußballstadion 36.000 Zuschauer. Insgesamt kamen 53.470 Zuschauer in das nahe der Grenze zu Frankreich gelegene Stadion zu den vier Spielen, im Schnitt 13.368. Die meisten (19.000) kamen zum Spiel Frankreich gegen Mexiko, die wenigsten (4.000) zum Spiel der Türkei gegen Südkorea, sahen dann aber immerhin sieben Tore.
- Lausanne: Im Stade Olympique de la Pontaise fand am 16. Juni 1954 das Eröffnungsspiel zwischen Jugoslawien und Frankreich statt. Daneben fanden im 50.300 Zuschauern Platz bietenden Stadion, das für 7,5 Millionen Schweizer Franken neu erbaut wurde, zwei weitere Vorrundenbegegnungen, ein Viertelfinale und das Halbfinale Uruguay gegen Ungarn statt. 163.637 Zuschauer kamen zu den fünf Spielen, im Schnitt 32.727. Die meisten (45.000) kamen zum Halbfinale zwischen Titelfavorit Ungarn und Titelverteidiger Uruguay und sahen eins der besten WM-Spiele mit sechs Toren in 120 Minuten. Dagegen sahen nur 16.000 das Eröffnungsspiel.
- Lugano: Im 35.800 Besucher fassenden Stadio di Cornaredo fand mit dem Vorrundenspiel Italien gegen Belgien lediglich ein Spiel der WM 1954 statt, das von 24.000 Zuschauern gesehen wurde.
- Zürich: Das Hardturmstadion, Heimat des Fußballvereins Grasshopper Club Zürich, war Austragungsort von fünf Vorrundenspielen sowie des Spiels um Platz drei. Die 34.800 Plätze fassende Sportstätte war das kleinste Stadion der Weltmeisterschaft 1954, hatte aber im Schnitt (22.600) mehr Zuschauer als das größere Stadion in Genf. Insgesamt kamen 113.000 zu den sechs Spielen. Mit 13.000 Zuschauern hatte das Spiel Ungarn gegen Südkorea die wenigsten Zuschauer, die dann aber 9 Tore sahen. Zum kleinen Finale zwischen Österreich und Uruguay kamen dann die meisten Zuschauer: Mit 32.000 war das Stadion nahezu gefüllt.

Aus heutiger Sicht fast unvorstellbar, übernachteten die Spieler der Nationalmannschaften von Brasilien und der Schweiz nur 20 Meter voneinander entfernt in Magglingen. Die deutsche Nationalmannschaft übernachtete während der Weltmeisterschaft in Spiez.

## Qualifikation
Die Bewerbungsfrist zur Teilnahme an der Qualifikation zur Fußball-Weltmeisterschaft 1954 endete am 31. Januar 1953. Neben den als Titelverteidiger beziehungsweise Gastgeber direkt qualifizierten Mannschaften aus Uruguay und der Schweiz bewarben sich 43 weitere Nationen um die restlichen vierzehn Startplätze für das Endturnier in der Schweiz. Nachdem elf Anmeldungen – darunter die der früheren WM-Teilnehmer Niederlande, Bolivien und Peru – von der FIFA aufgrund ihrer verspäteten Anmeldung nicht zugelassen worden waren und Polen, die Volksrepublik China sowie Taiwan ihre Meldungen zurückgezogen hatten, nahmen schließlich 34 Nationalmannschaften an der Qualifikation teil, was einen neuen Teilnehmerrekord bedeutete. Mit Ausnahme Argentiniens waren somit zum ersten Mal alle großen Fußballnationen vertreten.
Die Qualifikationsgruppen wurden am Wochenende des 15. Februar 1953 durch das Organisationskomitee der FIFA-Weltmeisterschaft festgelegt. Hierbei wurden die Mannschaften den einzelnen Gruppen jedoch nicht per Los, sondern aufgrund mehr oder weniger geografischer Gesichtspunkte zugeteilt, was zum Teil zu heftigen Protesten führte.
Während der vom 9. Mai 1953 bis 4. April 1954 dauernden Qualifikationsspiele überraschte das Scheitern von Spanien, dem WM-Vierten von 1950, und Schweden, das bei den Olympischen Spielen 1948 die Goldmedaille und 1950 den dritten Platz geholt hatte. Die Skandinavier mussten sich in ihrer Qualifikationsgruppe der Mannschaft Belgiens geschlagen geben, was vor allem daran lag, dass die besten Spieler Schwedens für die Nationalmannschaft nicht einsetzbar waren, weil sie als Profis in Italien oder Frankreich spielten und der schwedische Verband sie deshalb nicht berücksichtigte. Spanien verpasste die Qualifikation äußerst unglücklich. Nachdem man den einzigen Gruppengegner Türkei im Hinspiel noch mit 4:1 besiegt hatte, unterlagen die Spanier im Rückspiel mit 1:0. Da bei Punktgleichheit das Torverhältnis nicht zählte, bedeutete dies ein Entscheidungsspiel auf neutralem Platz, welches mit 2:2 nach Verlängerung endete. Das Los entschied schließlich für die Türkei, die damit erstmals eine WM-Endrunde erreichte. Neben der türkischen Mannschaft schafften auch Schottland sowie Südkorea erstmals die Qualifikation. Es hatte sich etwas unerwartet gegen Japan durchgesetzt.
Als überlegene Gruppensieger setzten sich zudem Deutschland, England, Frankreich, Italien, Jugoslawien, Brasilien und Mexiko durch. Ungarn erreichte das Endrundenturnier aufgrund des Rückzuges des polnischen Verbandes, ohne ein einziges Spiel auszutragen.
Für die Endrunde der Fußball-Weltmeisterschaft 1954 in der Schweiz qualifizierten sich schließlich folgende Mannschaften:

### Teilnehmer

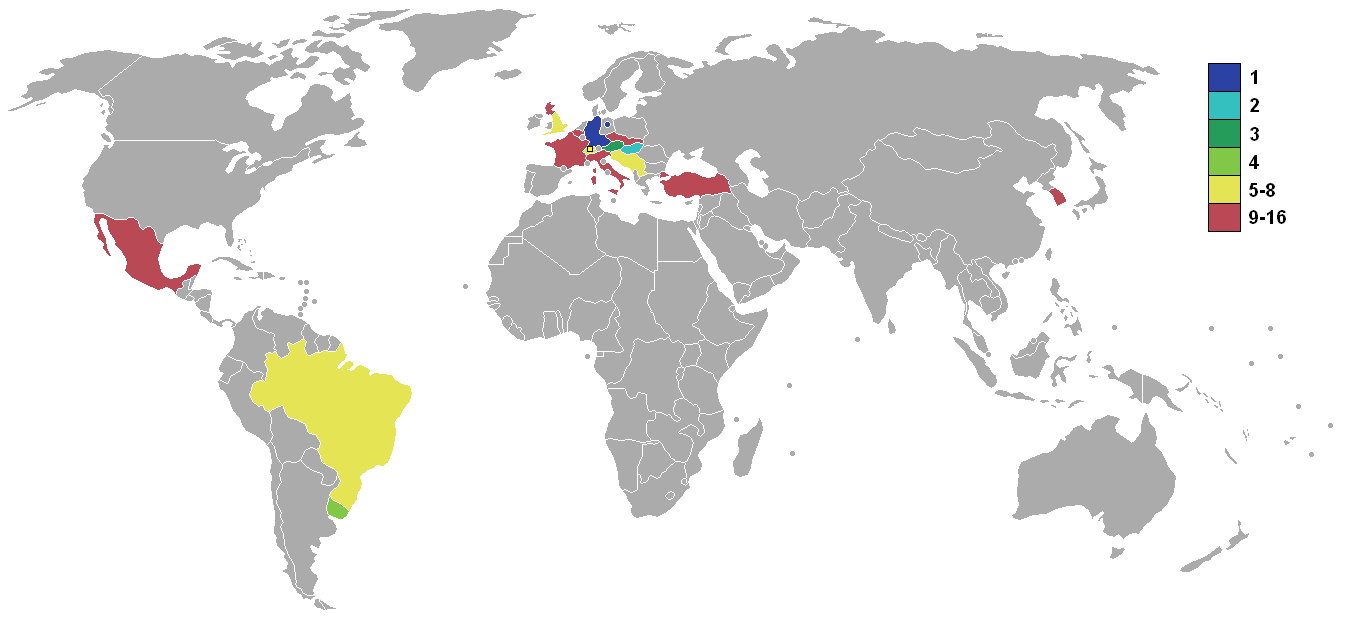
Weltkarte der Teilnehmer und deren Platzierungen

| 12 aus Europa                              | Belgien   | BR Deutschland   | England    | Frankreich |
|                                            | Italien   | Jugoslawien      | Österreich | Schottland |
|                                            | Schweiz   | Tschechoslowakei | Türkei     | Ungarn     |
| 2 aus Südamerika                           | Brasilien | Uruguay          |            |            |
| 1 aus Nord-, Mittelamerika und der Karibik | Mexiko    |                  |            |            |
| 1 aus Asien                                | Südkorea  |                  |            |            |

## Auslosung
Die Auslosung der Vorrundengruppen der WM-Endrunde fand am 30. November 1953 in Zürich statt. Für die Auslosung wurden die Mannschaften gemäß dem Modus anhand ihres vermeintlichen Leistungsvermögens in gesetzte und ungesetzte Mannschaften unterteilt. Eine Besonderheit hierbei war, dass die Auslosung und Bestimmung der gesetzten Mannschaften bereits vor Abschluss der Qualifikationsspiele stattfand. So gehörten die Mannschaften Italiens und Spaniens zu den gesetzten Teams, obwohl die sich zu diesem Zeitpunkt noch nicht einmal qualifiziert hatten. Dies führte schließlich dazu, dass nach dem Ausscheiden Spaniens gegen die Türkei diese den Platz der gesetzten Spanier einnahmen, obwohl die Türken deutlich schwächer als andere ungesetzte Nationen wie Belgien, Schottland oder Deutschland eingeschätzt wurden.
| gesetzt                      | nicht gesetzt                       |
| ---------------------------- | ----------------------------------- |
| Uruguay                      | Japan – Südkorea * – Taiwan         |
| Brasilien – Paraguay – Chile | Mexiko – USA – Haiti                |
| England                      | Belgien                             |
| Frankreich                   | BR Deutschland – Saarland           |
| Italien – Ägypten            | Jugoslawien – Griechenland – Israel |
| Österreich                   | Schottland – Wales                  |
| Spanien – Türkei *           | Schweiz                             |
| Ungarn                       | Tschechoslowakei                    |

- Die fettgedruckten Mannschaften wurden zum Zeitpunkt der Auslosung von der FIFA favorisiert, sich für die Endrunde zu qualifizieren.
 Allerdings qualifizierten sich Türkei und Südkorea anstelle von Spanien und Japan.

Nach der vorgenommenen Auslosung und dem Abschluss der Qualifikationsspiele ergab sich schließlich folgende Gruppeneinteilung:
| Gruppe 1    | Gruppe 2       | Gruppe 3         | Gruppe 4 |
| ----------- | -------------- | ---------------- | -------- |
| Brasilien   | Ungarn         | Uruguay          | England  |
| Frankreich  | Türkei         | Österreich       | Italien  |
| Jugoslawien | BR Deutschland | Schottland       | Schweiz  |
| Mexiko      | Südkorea       | Tschechoslowakei | Belgien  |

Für Informationen zu den einzelnen Gruppen und Kadern der Mannschaften auf den jeweiligen Link klicken.

## Modus
Die WM 1954 wurde nach einem neuen, sehr umstrittenen Modus ausgetragen. Die 16 Teilnehmer bildeten vier Gruppen mit jeweils vier Mannschaften. Um die Anzahl der auszutragenden Spiele zu reduzieren und ein vorzeitiges Ausscheiden der Favoriten – welche ein hohes Zuschaueraufkommen erwarten ließen – zu verhindern, gehörten jeder Gruppe zwei gesetzte und zwei ungesetzte Mannschaften an, welche in den Gruppenspielen nicht gegeneinander zu spielen brauchten. Ein Sieg wurde mit zwei Punkten gewertet. Vorrundenspiele, die nach der regulären Spielzeit unentschieden standen, wurden um zweimal 15 Minuten verlängert. Gab es danach immer noch keinen Sieger, wurden die Punkte geteilt.
Nach den Gruppenspielen qualifizierten sich die Erst- und Zweitplatzierten jeder Gruppe für das Viertelfinale. Bei der Ermittlung der Platzierungen wurden hierbei lediglich die erzielten Punkte, nicht das Torverhältnis gewertet. So wurde bei Punktgleichheit auf dem ersten Platz keine Unterscheidung zwischen einem Gruppenersten und einem Gruppenzweiten vorgenommen. Beide Mannschaften galten als die qualifizierten Mannschaften aus dieser Gruppe. Bei Punktgleichheit auf dem zweiten Platz wurde ein Entscheidungsspiel um den Einzug ins Viertelfinale angesetzt. Bei dem nicht eingetretenen Fall einer Punktgleichheit aller vier Teams hätte es je ein Entscheidungsspiel zwischen den beiden gesetzten und den beiden ungesetzten Teams gegeben. Es wäre im Endeffekt zu einer kompletten Gruppenphase gekommen, jeder hätte dann also gegen jeden gespielt. Eine Punktgleichheit zwischen drei Teams war rechnerisch nicht möglich.
Ein Unentschieden im Entscheidungsspiel hätte zunächst zur Verlängerung der Spielzeit geführt. Hätte auch die Verlängerung keine Entscheidung gebracht, dann wäre der Sieger, und somit der Viertelfinalist, durch das Los ermittelt worden.
Von den acht gesetzten Mannschaften konnten sich drei (Frankreich, Italien und die Türkei) nicht für das Viertelfinale qualifizieren.
Ab dem Viertelfinale wurde das Turnier im K.-o.-System ausgetragen, bei dem sich der Sieger für die nächste Runde qualifizierte und der Verlierer ausschied. Im Viertelfinale wurden die beiden qualifizierten Mannschaften der Gruppe 1 gegen die der Gruppe 2 gelost und die der Gruppe 3 gegen die der Gruppe 4. Die Spiele des Viertelfinales wurden nach den zweiten Gruppenspielen am 20. Juni 1954 ausgelost, als noch die Entscheidungsspiele um den zweiten Platz in den Gruppen 2 und 4 ausstanden.
Zum Halbfinale wurden die Sieger der beiden Viertelfinalspiele zwischen den Mannschaften aus den Gruppen 1 und 2 jeweils gegen einen Sieger der Viertelfinalspiele zwischen den Mannschaften aus den Gruppen 3 und 4 gelost. Dies geschah, damit Mannschaften aus derselben Gruppe erst im Finale wieder aufeinandertreffen konnten. Die Halbfinalspiele wurden am 27. Juni 1954 nach Abschluss der Viertelfinalspiele in Bern ausgelost.
Ein Unentschieden in den K.-o.-Rundenspielen führte zunächst zur Verlängerung der Spielzeit. Hätte auch die Verlängerung keine Entscheidung gebracht, wäre der Sieger durch das Los ermittelt worden. Beim Endspiel hätte es eine Neuansetzung des Finales gegeben. Erst nach einem Unentschieden trotz Verlängerung im zweiten Finale hätte das Los die Weltmeisterschaft 1954 entschieden oder der Sieger und damit der Weltmeister wäre in diesem Fall vom Organisationskomitee bestimmt worden.

## Vorrunde

### Gruppe 1
| Pl. | Land        | Sp. | S | U | N | Tore    | Diff. | Punkte |
| --- | ----------- | --- | - | - | - | ------- | ----- | ------ |
| 1.  | Jugoslawien | 2   | 1 | 1 | 0 | 002:100 | +1    | 03:10  |
| 1.  | Brasilien   | 2   | 1 | 1 | 0 | 006:100 | +5    | 03:10  |
| 3.  | Frankreich  | 2   | 1 | 0 | 1 | 003:300 | ±0    | 02:20  |
| 4.  | Mexiko      | 2   | 0 | 0 | 2 | 002:800 | −6    | 0:40   |
|     |             |     |   |   |   |         |       |        |

|                                        |   |             |                      |
| 16. Juni 1954 um 18:00 Uhr in Lausanne |   |             |                      |
| Frankreich                             | – | Jugoslawien | 0:1 (0:1)            |
| 16. Juni 1954 um 18:00 Uhr in Genf     |   |             |                      |
| Brasilien                              | – | Mexiko      | 5:0 (4:0)            |
| 19. Juni 1954 um 17:00 Uhr in Genf     |   |             |                      |
| Frankreich                             | – | Mexiko      | 3:2 (1:0)            |
| 19. Juni 1954 um 17:10 Uhr in Lausanne |   |             |                      |
| Brasilien                              | – | Jugoslawien | 1:1 n. V. (1:1, 0:0) |

Das Eröffnungsspiel der Endrunde der 5. Fußball-Weltmeisterschaft wurde am 16. Juni 1954 durch Jugoslawien und Frankreich in Lausanne ausgetragen. Bereits in der 15. Minute schoss Miloš Milutinović das entscheidende Tor zum 1:0-Erfolg für die Jugoslawen. Im zweiten Spiel der Gruppe setzte sich Brasilien gegen den Außenseiter aus Mexiko mit 5:0 durch. Eine spannende Partie lieferten sich die beiden Sieger des 1. Spieltages, Brasilien und Jugoslawien. Nach 120 Minuten stand es schließlich 1:1 durch die Tore des späteren, zweifachen Weltmeisters Didi und des späteren Bundesliga-Trainers Branko Zebec. Damit waren beide Mannschaften qualifiziert, denn der gleichzeitige 3:2-Erfolg über Mexiko half den Franzosen nicht zum Weiterkommen. Die Mexikaner mussten auch bei ihrer dritten WM-Teilnahme nach 1930 und 1950 ohne Punktgewinn die Heimreise antreten.

### Gruppe 2
| Pl.                                                                     | Land           | Sp. | S | U | N | Tore    | Diff. | Punkte |
| ----------------------------------------------------------------------- | -------------- | --- | - | - | - | ------- | ----- | ------ |
| 1.                                                                      | Ungarn         | 2   | 2 | 0 | 0 | 017:300 | +14   | 04:0   |
| 2.                                                                      | BR Deutschland | 2   | 1 | 0 | 1 | 007:900 | −2    | 02:20  |
| 2.                                                                      | Türkei         | 2   | 1 | 0 | 1 | 008:400 | +4    | 02:20  |
| 4.                                                                      | Südkorea       | 2   | 0 | 0 | 2 | 000:160 | −16   | 0:40   |
| BR Deutschland durch Entscheidungsspiel fürs Viertelfinale qualifiziert |                |     |   |   |   |         |       |        |

|                                      |   |                |           |
| 17. Juni 1954 um 18:00 Uhr in Bern   |   |                |           |
| Türkei                               | – | BR Deutschland | 1:4 (1:1) |
| 17. Juni 1954 um 18:00 Uhr in Zürich |   |                |           |
| Ungarn                               | – | Südkorea       | 9:0 (4:0) |
| 20. Juni 1954 um 16:50 Uhr in Basel  |   |                |           |
| Ungarn                               | – | BR Deutschland | 8:3 (3:1) |
| 20. Juni 1954 um 17:00 Uhr in Genf   |   |                |           |
| Türkei                               | – | Südkorea       | 7:0 (4:0) |

Entscheidungsspiel um den Viertelfinaleinzug:
|                                      |   |                |           |
| 23. Juni 1954 um 18:00 Uhr in Zürich |   |                |           |
| Türkei                               | – | BR Deutschland | 2:7 (1:3) |

In der Gruppe 2 starteten die als größter Favorit auf die Weltmeisterschaft geltenden Ungarn, die bereits in den Jahren zuvor die ganze Welt mit fantastischem Offensivspiel begeistert hatten, mit einem 9:0-Kantersieg gegen den WM-Neuling Südkorea. Deutschland hatte, nach einem vierzehntägigen Trainingslager in Grünwald bei München, in seinem ersten Spiel die gesetzten Türken als Gegner. Obwohl Deutschland bereits nach drei Minuten in Rückstand geriet, setzen sich die Akteure um Spielmacher Fritz Walter letztlich durch. Schäfer glich nach einer knappen Viertelstunde aus. Trotz eindeutiger Überlegenheit dauerte es bis zur 50. Minute, ehe Klodt das 2:1 besorgte. Danach stellten Ottmar Walter und Max Morlock noch das Endergebnis von 4:1 her. Nachdem der klare Auftaktsieg gegen die gesetzten Türken das Weiterkommen in Aussicht gestellt hatte, bot Sepp Herberger gegen die Ungarn nur ein besseres Reserveteam auf, da die einzige Konsequenz der absehbaren Niederlage ein zusätzliches Entscheidungsspiel gegen die Türkei um Platz zwei war. Das Spiel gegen die stark aufspielenden Ungarn endete 3:8. Da die Türken Südkorea mit 7:0 besiegt hatten, mussten die Deutschen wie erwartet ein zweites Mal gegen die Türkei antreten. Wieder mit der vermeintlich besten Aufstellung angetreten, geriet auch das zweite Zusammentreffen mit den Türken zum Schützenfest für die Deutschen: 7:2 hieß das Endresultat, wobei Max Morlock mit drei Treffern besonders herausragte.

### Gruppe 3
| Pl. | Land             | Sp. | S | U | N | Tore    | Diff. | Punkte |
| --- | ---------------- | --- | - | - | - | ------- | ----- | ------ |
| 1.  | Österreich       | 2   | 2 | 0 | 0 | 006:000 | +6    | 04:0   |
| 1.  | Uruguay          | 2   | 2 | 0 | 0 | 009:000 | +9    | 04:0   |
| 3.  | Tschechoslowakei | 2   | 0 | 0 | 2 | 000:700 | −7    | 0:40   |
| 3.  | Schottland       | 2   | 0 | 0 | 2 | 000:800 | −8    | 0:40   |
|     |                  |     |   |   |   |         |       |        |

|                                      |   |                  |           |
| 16. Juni 1954 um 18:00 Uhr in Bern   |   |                  |           |
| Uruguay                              | – | Tschechoslowakei | 2:0 (0:0) |
| 16. Juni 1954 um 18:00 Uhr in Zürich |   |                  |           |
| Österreich                           | – | Schottland       | 1:0 (1:0) |
| 19. Juni 1954 um 16:50 Uhr in Basel  |   |                  |           |
| Uruguay                              | – | Schottland       | 7:0 (2:0) |
| 19. Juni 1954 um 17:00 Uhr in Zürich |   |                  |           |
| Österreich                           | – | Tschechoslowakei | 5:0 (4:0) |

Neben Ungarn war der amtierende Weltmeister Uruguay ein zweiter Titelfavorit. Die Mannschaft, die im Vergleich zur Weltmeisterschaft 1950 nur wenig verjüngt wurde, begann im ersten Spiel der Gruppe 3 gegen die Tschechoslowakei sehr vorsichtig, so dass es zur Überraschung der Zuschauer nach 45 Minuten noch 0:0 stand. Erst nach der Halbzeitpause verschärfte der Titelverteidiger das Tempo und kam durch Tore von Mínguez und Schiaffino zum Sieg. Auch das zweite Vorrundenspiel gewann Uruguay gegen die überforderten Schotten mit 7:0, womit man erwartungsgemäß die nächste Runde erreichte. Neben Uruguay setzten sich in Gruppe 3 die stark spielenden Österreicher durch. Die Mannschaft um Spieler wie Ocwirk, Happel, Stojaspal oder Probst beherrschte ihre Vorrundengegner. Schottland wurde 1:0 und die Tschechoslowakei 5:0 besiegt.

### Gruppe 4
| Pl.                                                              | Land    | Sp. | S | U | N | Tore    | Diff. | Punkte |
| ---------------------------------------------------------------- | ------- | --- | - | - | - | ------- | ----- | ------ |
| 1.                                                               | England | 2   | 1 | 1 | 0 | 006:400 | +2    | 03:10  |
| 2.                                                               | Schweiz | 2   | 1 | 0 | 1 | 002:300 | −1    | 02:20  |
| 2.                                                               | Italien | 2   | 1 | 0 | 1 | 005:300 | +2    | 02:20  |
| 4.                                                               | Belgien | 2   | 0 | 1 | 1 | 005:800 | −3    | 01:30  |
| Schweiz durch Entscheidungsspiel fürs Viertelfinale qualifiziert |         |     |   |   |   |         |       |        |

|                                        |   |         |                      |
| 17. Juni 1954 um 17:50 Uhr in Lausanne |   |         |                      |
| Italien                                | – | Schweiz | 1:2 (1:1)            |
| 17. Juni 1954 um 18:10 Uhr in Basel    |   |         |                      |
| England                                | – | Belgien | 4:4 n. V. (3:3, 2:1) |
| 20. Juni 1954 um 17:00 Uhr in Lugano   |   |         |                      |
| Italien                                | – | Belgien | 4:1 (1:0)            |
| 20. Juni 1954 um 17:10 Uhr in Bern     |   |         |                      |
| England                                | – | Schweiz | 2:0 (1:0)            |

Entscheidungsspiel um den Viertelfinaleinzug:
|                                 |   |         |           |
| 23. Juni 1954 um 18:00 in Basel |   |         |           |
| Italien                         | – | Schweiz | 1:4 (0:1) |

Spannend ging es in der Gruppe 4 zu. Das Team aus England war im Spiel gegen Belgien klarer Favorit, konnte jedoch nur ein 4:4 nach Verlängerung erzielen. Im zweiten Spiel besiegte Gastgeber Schweiz die Mannschaft Italiens, die sich trotz großer Feldüberlegenheit kaum einmal entscheidend gegen die von den Schweizern praktizierte Riegelvariante durchsetzen konnten, mit 2:1. Nach dem abschließenden 2:0 Englands gegen die Schweiz waren die Briten als Gruppensieger für das Viertelfinale qualifiziert. Durch das 4:1 gegen Belgien wahrte Italien seine Chance auf den Turnierverbleib. Im aufgrund der Punktgleichheit beider Mannschaften nötig gewordenen Entscheidungsspiel trafen Italien und die Schweiz zum zweiten Mal bei dieser WM aufeinander. Aufgrund der von den Italienern beim 4:1 gegen Belgien gezeigten Form schienen die Vorzeichen für die Südeuropäer zu sprechen. Nachdem jedoch Josef Hügi die Schweiz nach 14 Minuten in Führung geschossen hatte, hatten diese ein klares Übergewicht. Kurz nach der Pause erzielte Robert Ballaman das 2:0. Gegen die nach dem Anschlusstreffer durch Fulvio Nesti unkontrolliert anstürmenden „Azzurri“ gelangen dem WM-Gastgeber in der Schlussphase noch zwei Konter, die den Endstand von 4:1 herstellten. Das Scheitern des zweimaligen Weltmeisters Italien und der Viertelfinaleinzug der Schweiz war somit die erste große Überraschung der WM 1954.

## Finalrunde

### Spielplan
|  | Viertelfinale  | Viertelfinale  |                |         | Halbfinale       | Halbfinale |  |  | Finale | Finale |
|  |                |                |                |         |                  |            |  |  |        |        |
|  |                |                |                |         |                  |            |  |  |        |        |
|  | Österreich     | 7              |                |         |                  |            |  |  |        |        |
|  | Österreich     | 7              |                |         |                  |            |  |  |        |        |
|  | Schweiz        | 5              |                |         |                  |            |  |  |        |        |
|  | Schweiz        | 5              | Österreich     | 1       |                  |            |  |  |        |        |
|  |                |                | Österreich     | 1       |                  |            |  |  |        |        |
|  |                | BR Deutschland | 6              |         |                  |            |  |  |        |        |
|  | Jugoslawien    | BR Deutschland | 6              | 0       |                  |            |  |  |        |        |
|  | Jugoslawien    |                |                | 0       |                  |            |  |  |        |        |
|  | BR Deutschland | 2              |                |         |                  |            |  |  |        |        |
|  |                |                | BR Deutschland | 3       |                  |            |  |  |        |        |
|  |                |                |                | Ungarn  | 2                |            |  |  |        |        |
|  | England        | 2              |                |         |                  |            |  |  |        |        |
|  | Uruguay        | 4              |                |         |                  |            |  |  |        |        |
|  | Uruguay        | 4              | Uruguay        | 2       |                  |            |  |  |        |        |
|  |                |                | Uruguay        | 2       | Spiel um Platz 3 |            |  |  |        |        |
|  |                | Ungarn         | 041            |         |                  |            |  |  |        |        |
|  | Ungarn         | Ungarn         | 041            | 4       | Österreich       | 3          |  |  |        |        |
|  | Ungarn         |                |                | 4       | Österreich       | 3          |  |  |        |        |
|  | Brasilien      | 2              |                | Uruguay | 1                |            |  |  |        |        |
|  | Brasilien      | 2              |                |         | 1                |            |  |  |        |        |
|  |                |                |                |         |                  |            |  |  |        |        |

1 Sieg nach Verlängerung

### Viertelfinale
|                                        |   |                |           |
| 26. Juni 1954 um 17:00 Uhr in Lausanne |   |                |           |
| Österreich                             | – | Schweiz        | 7:5 (5:4) |
| 26. Juni 1954 um 17:00 Uhr in Basel    |   |                |           |
| England                                | – | Uruguay        | 2:4 (1:2) |
| 27. Juni 1954 um 17:00 Uhr in Genf     |   |                |           |
| Jugoslawien                            | – | BR Deutschland | 0:2 (0:1) |
| 27. Juni 1954 um 17:00 Uhr in Bern     |   |                |           |
| Ungarn                                 | – | Brasilien      | 4:2 (2:1) |

Das in Lausanne zwischen dem Gastgeber Schweiz und Österreich ausgetragene Viertelfinalspiel stellt bis heute noch das torreichste Spiel der WM-Geschichte dar. In der „Hitzeschlacht von Lausanne“ führten die Schweizer nach 23 Minuten bereits 3:0. Noch vor Ende der ersten Halbzeit lag Österreich jedoch bereits mit 5:3 vorn. Mit 5:4 kamen die Mannschaften aus den Kabinen. 6:4, 6:5 und 7:5 war die weitere Treffer-Folge, womit Österreich die Schweiz etwas überraschend aus dem Turnier geworfen hatte.
Mit Titelverteidiger Uruguay und England trafen im zweiten Viertelfinale zwei Favoriten aufeinander. Den besseren Start erwischten die Südamerikaner: Bereits nach knapp fünf Minuten konnte Carlos Borges die Verwirrung in der englischen Hintermannschaft nutzen und zum 1:0 abstauben. In der 16. Minute sorgte der englische Mittelstürmer Nat Lofthouse für den Ausgleich, was die Uruguayer jedoch nicht aus dem Rhythmus bringen ließ. Mit Toren in der 39. Minute und kurz nach der Halbzeitpause, bei denen der englische Torhüter Gil Merrick recht unglücklich aussah, führten die Südamerikaner mit 3:1. Die stark kämpfenden, aber spielerisch enttäuschenden Briten kamen durch Tom Finney zwar noch einmal zum Anschluss, jedoch war nach dem 4:2 durch Javier Ambrois in der 79. Minute die Begegnung zugunsten des Weltmeisters entschieden.
Deutschland musste sich mit den starken Jugoslawen messen und galt als Außenseiter. Durch ein unglückliches Eigentor von Horvath gingen die Deutschen nach neun Minuten in Führung. Dann begann eine Abwehrschlacht gegen die unaufhörlich angreifenden Jugoslawen. Doch Glück und Können in Person des fantastisch haltenden Toni Turek halfen, dem immensen Druck standzuhalten. Ein Konter in der 85. Minute brachte gar noch das 2:0 durch Helmut Rahn und den überraschenden Einzug ins Halbfinale.
Als ruppigste und von übermäßiger Härte überschattete Begegnung des Turniers blieb der 4:2-Sieg der favorisierten Ungarn über Vize-Weltmeister Brasilien in Erinnerung. Die Brasilianer verloren Nílton Santos und Humberto, die Ungarn Bozsik durch Platzverweis. Nach der Partie, die als die Schlacht von Bern in die Fußballgeschichte einging, prügelten sich die Beteiligten in den Kabinengängen weiter.

### Halbfinale
|                                        |   |            |                      |
| 30. Juni 1954 um 18:00 Uhr in Basel    |   |            |                      |
| BR Deutschland                         | – | Österreich | 6:1 (1:0)            |
| 30. Juni 1954 um 18:00 Uhr in Lausanne |   |            |                      |
| Ungarn                                 | – | Uruguay    | 4:2 n. V. (2:2, 1:0) |

Auch Österreich ging gegen die Deutschen als Favorit in die Semifinalbegegnung. Nach beidseitig schwachem Beginn gelang Schäfer das 1:0 für Deutschland. Nach der Pause kamen die Österreicher stark auf, doch Turek erwies sich wieder als unüberwindlich. Ein Eckstoß von Fritz Walter war der Ausgang für das wichtige 2:0 durch Max Morlock, mitten in der Drangperiode Österreichs. Zwar fiel kurz danach das 1:2. Als Schäfer jedoch aussichtsreich im Strafraum gefoult wurde und Fritz Walter per Elfmeter das 3:1 markierte, war das Spiel entschieden. Gegen die nun nahezu wehrlosen Österreicher schossen Fritz und zweimal Ottmar Walter noch einen 6:1-Sieg und die sensationelle Finalteilnahme heraus.
Wie erwartet lief die vermeintliche Wachablösung des amtierenden Weltmeisters Uruguay durch Ungarn im zweiten Halbfinalspiel ab. Jedoch war es für die Ungarn gegen den bislang bei Weltmeisterschaften ungeschlagenen Titelverteidiger wiederum ein schwer erkämpfter Sieg nach Verlängerung. Die Ungarn führten schon 2:0, doch sie mussten noch in der regulären Spielzeit das 2:2 hinnehmen. In der Verlängerung setzte sich jedoch die Spielkunst der Ungarn durch. Torjäger Kocsis war nicht mehr zu halten und schoss die Favoriten mit zwei Treffern zum 4:2-Erfolg ins Endspiel.

### Spiel um Platz 3
|                                     |   |         |           |
| 3. Juli 1954 um 17:00 Uhr in Zürich |   |         |           |
| Österreich                          | – | Uruguay | 3:1 (1:1) |

Einen Tag vor dem Endspiel wurde im Zürcher Hardturmstadion das Spiel um Platz drei ausgetragen. Am 3. Juli 1954 trafen dabei der entthronte Weltmeister Uruguay und die Mannschaft Österreichs aufeinander. In einem Spiel, das die 30.000 Zuschauer kaum begeistern konnte, wirkten die Österreicher insgesamt etwas frischer und motivierter als ihre südamerikanischen Konkurrenten, denen man den Kräfteverschleiß aus der Verlängerung ihres Halbfinalspiels gegen Ungarn noch anmerkte. So ging Österreich in der 16. Spielminute auch durch einen von Ernst Stojaspal verwandelten Foulelfmeter in Führung. Der Ausgleich sechs Minuten später durch Juan Hohberg brachte Uruguay zurück ins Spiel. Zwei weitere Tore in der 2. Halbzeit bedeuteten den 3:1-Sieg und den 3. Platz für Österreich, den bislang größten Erfolg der Alpenrepublik bei einer Fußball-Weltmeisterschaft. Für Uruguay war dieses Spiel das Ende einer Ära. Nachdem ein Großteil der Spieler, die 1950 noch Weltmeister geworden waren, auch bei der WM-Endrunde 1954 noch zum Einsatz gekommen waren, endete mit dem Turnier in der Schweiz für die meisten ihre internationale Karriere.

### Finale
| BR Deutschland                                       | BR Deutschland | Ungarn | Ungarn | Aufstellung                             |
| ---------------------------------------------------- | --- | --- | ------ | --------------------------------------- |
| BR Deutschland                                       | \| 4. Juli 1954 um 17:00 Uhr in Bern (Stadion Wankdorf) \| \| Ergebnis: 3:2 (2:2) \| \| Zuschauer: 62.500 \| \| Schiedsrichter: William Ling ( England) \| \| Spielbericht \|            | \| 4. Juli 1954 um 17:00 Uhr in Bern (Stadion Wankdorf) \| \| Ergebnis: 3:2 (2:2) \| \| Zuschauer: 62.500 \| \| Schiedsrichter: William Ling ( England) \| \| Spielbericht \|                         | Ungarn | Aufstellung BR Deutschland gegen Ungarn |
| BR Deutschland                                       | Toni Turek – Josef Posipal, Werner Liebrich, Werner Kohlmeyer – Karl Mai, Horst Eckel – Helmut Rahn, Max Morlock, Ottmar Walter, Fritz Walter , Hans Schäfer Cheftrainer: Sepp Herberger | Gyula Grosics – Jenő Buzánszky, Gyula Lóránt, Mihály Lantos – József Bozsik, József Zakariás – Sándor Kocsis, Nándor Hidegkuti, Ferenc Puskás , Zoltán Czibor, Mihály Tóth Cheftrainer: Gusztáv Sebes | Ungarn | Aufstellung BR Deutschland gegen Ungarn |
| BR Deutschland                                       | 1:2 Morlock (10.) 2:2 H. Rahn (18.) 3:2 H. Rahn (84.) | 0:1 Puskás (6.) 0:2 Czibor (8.) | Ungarn | Aufstellung BR Deutschland gegen Ungarn |
| 4. Juli 1954 um 17:00 Uhr in Bern (Stadion Wankdorf) | | |        |                                         |
| Ergebnis: 3:2 (2:2)                                  | | |        |                                         |
| Zuschauer: 62.500                                    | | |        |                                         |
| Schiedsrichter: William Ling ( England)              | | |        |                                         |
| Spielbericht                                         | | |        |                                         |

Im später als Wunder von Bern bezeichneten Endspiel um die Fußball-Weltmeisterschaft am 4. Juli 1954 standen sich Turnierfavorit Ungarn und der ungesetzte Außenseiter Deutschland bei Regen gegenüber. Trotz Verletzung brachte Ferenc Puskás die Ungarn in der sechsten Minute nach einem abgeprallten Kocsis-Schuss in Führung. Zwei Minuten später erhöhte Czibor nach einem Rückpass von Werner Kohlmeyer auf 2:0, ehe Max Morlock in der 10. Minute verkürzte. Die deutschen Angriffsbemühungen ebbten nicht ab, und so erzielte Helmut Rahn nach Eckball von Fritz Walter und einem Fehler des ungarischen Torhüters Grosics in der 18. Minute den Ausgleich. Im Anschluss übernahmen die Ungarn wieder das Spiel und erhöhten den Druck auf das deutsche Tor. Auch in der zweiten Halbzeit kam der Favorit Ungarn mehrmals gefährlich vor das deutsche Tor. Hidegkuti traf nur den Pfosten, Kocsis die Querlatte, Kohlmeyer rettete auf der Linie, und der deutsche Torhüter Toni Turek zeigte einige erfolgreiche Paraden. Sechs Minuten vor Ende der regulären Spielzeit nahm Flügelstürmer Helmut Rahn eine halbherzig abgewehrte Flanke auf, zog aus ca. 15 m von der Mitte des Strafraums ab und überwand Grosics mit einem Flachschuss zum 3:2 für Deutschland. Kurz darauf wurde ein zweiter Treffer von Puskás wegen vermeintlicher Abseitsstellung nicht anerkannt. Die deutsche Mannschaft brachte die Führung über die Zeit. Als der englische Schiedsrichter William Ling abpfiff, hatte die ungarische Mannschaft das erste Spiel seit 1952 verloren.
Der WM-Titel ist der bisher einzige, bei dem ein Weltmeister im Laufe des Turniers nur gegen Mannschaften des eigenen Kontinents spielte.
Die von Adolf „Adi“ Dassler entwickelten Fußballschuhe mit Schraubstollen sollen den Deutschen einen Vorteil verschafft haben. Während die durch den Dauerregen aufgeweichten Schuhe der Ungarn ihr Gewicht auf bis zu 1,5 Kilogramm verdoppelt hätten, brachten es die deutschen Schuhe auf lediglich 700 Gramm. Zudem hätten die schlanken, hohen Nylonstollen, im Gegensatz zu den genagelten Lederstollen der Ungarn, einen viel besseren Stand geboten und keinen Schmutz gesammelt.

## Weltmeister Deutschland

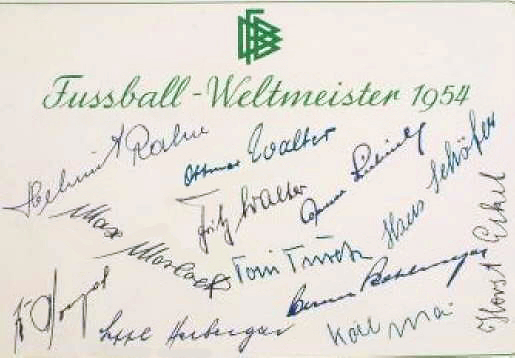
Unterschriften der deutschen Spieler

Mit dem Schlusspfiff des Finales am 4. Juli 1954 wurde Deutschland (Bundesrepublik) erstmals Fußball-Weltmeister. Zum Kader der von Sepp Herberger betreuten deutschen Mannschaft gehörten insgesamt 22 Spieler, von denen 18 das Turnier bestritten.
Während der WM kamen folgende Spieler zum Einsatz:
- Torwart: Toni Turek, Heinrich Kwiatkowski
- Abwehr: Fritz Laband, Werner Kohlmeyer, Hans Bauer, Josef Posipal, Werner Liebrich
- Mittelfeld: Horst Eckel, Karl Mai, Paul Mebus, Max Morlock, Fritz Walter
- Angriff: Helmut Rahn, Bernhard Klodt, Ottmar Walter, Richard Herrmann, Alfred Pfaff, Hans Schäfer

Heinz Kubsch, Herbert Erhardt, Karl-Heinz Metzner und Ulrich Biesinger gehörten ebenfalls zum WM-Kader, spielten aber nicht im Turnier. Assistenztrainer war Albert Sing.
Direkt nach dem Abpfiff umarmten sich die deutschen Spieler zunächst und liefen danach in die Kurve der deutschen Fans, die ihre schwarz-rot-goldenen Fahnen schwenkten. Danach verteilte sich die Mannschaft vor den Rängen und feierte mit den Zuschauern den WM-Gewinn. Nach und nach fanden sich die deutschen Spieler und Verantwortlichen vor der Haupttribüne ein, wo die Ungarn und das Schiedsrichtergespann bereits auf die Siegerehrung warteten.
Der seit 1921 amtierende, scheidende FIFA-Präsident Jules Rimet, sein Nachfolger Rodolphe William Seeldrayers, der Schweizer Bundespräsident Rodolphe Rubattel sowie der Chef des Organisationskomitees, Ernst Thommen betraten das Podium. Mit den Worten „Achtung, Achtung, Silentium! Achtung, Achtung, liebe Sportfreunde, nun folgt die Übergabe des Pokals“ bat der Stadionsprecher die Zuschauer um Aufmerksamkeit.
Unter einem Regenschirm ging der 80-jährige Rimet zum Mikrofon und hielt eine etwa vier Minuten dauernde Ansprache über den Turnierverlauf und die Entwicklung der Fußball-Weltmeisterschaft seit ihrer Premiere 1930, die er initiiert hatte. Gegen 19 Uhr gratulierte Rimet der deutschen Mannschaft und übergab den nach ihm benannten Weltpokal an den Spielführer Fritz Walter.
Eine Kapelle spielte die deutsche Nationalhymne, einige deutsche Zuschauer sangen dazu die erste Strophe des Deutschlandliedes. Danach drehte die Mannschaft eine Ehrenrunde. Fans hatten mittlerweile das Spielfeld gestürmt und feierten mit den Spielern, trugen den Kapitän, den Trainer und viele andere auf den Schultern. Am späteren Abend wurde im Mannschaftsquartier in Spiez weiter gefeiert – der Mythos vom Geist von Spiez entstand.

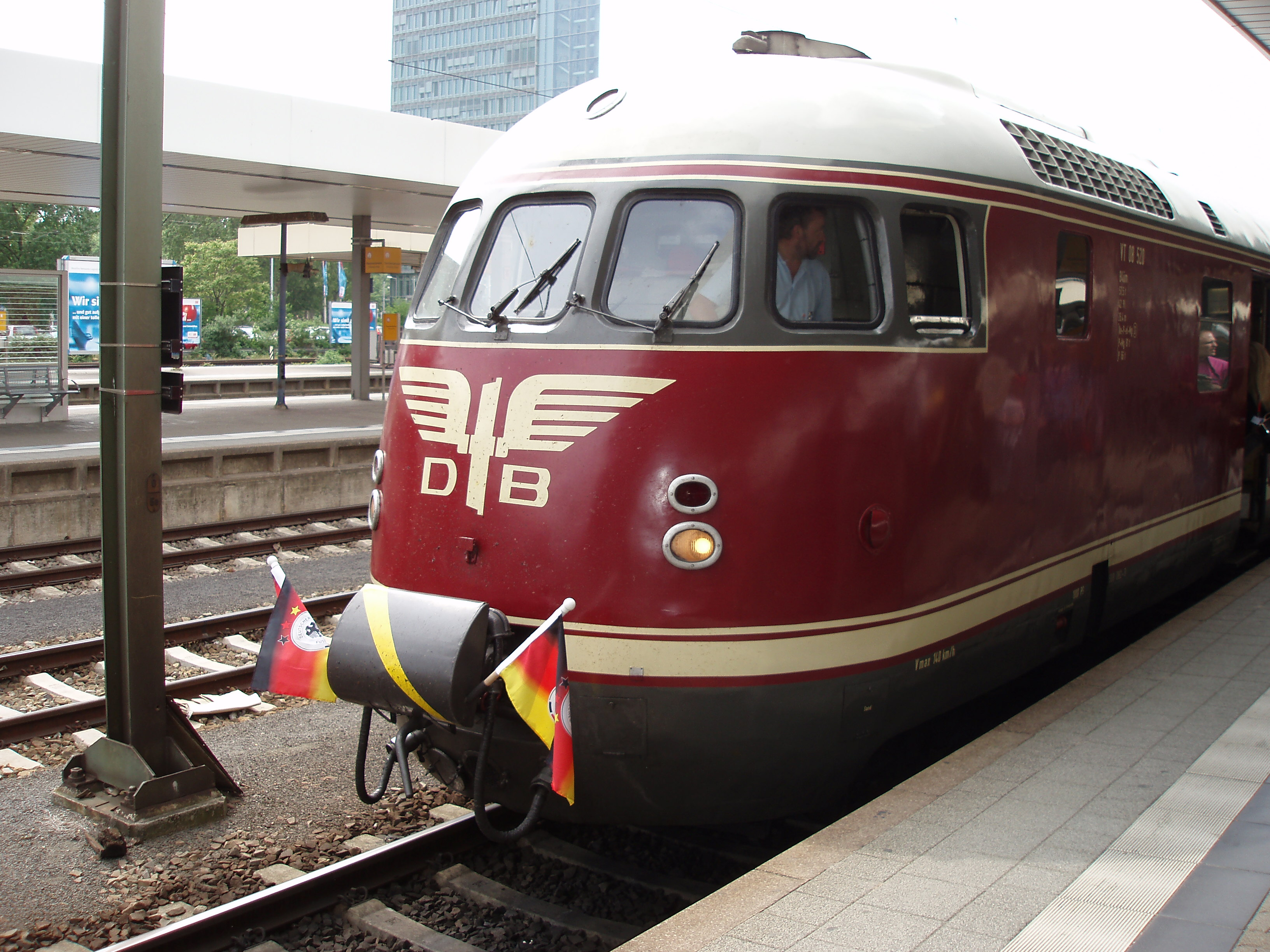
Der „Weltmeisterzug“ von 1954 am Mannheimer Hauptbahnhof (16. Mai 2006)

Am Morgen des 5. Juli brach die Mannschaft im roten Sondertriebwagen mit der Aufschrift „Fußball-Weltmeister 1954“ in Spiez auf, und fuhr über Schaffhausen, Singen und Konstanz am Bodensee entlang zunächst bis Lindau. Schon unterwegs wurden die Weltmeister gefeiert, der Zug musste immer wieder für Gratulationen anhalten. Am nächsten Tag ging es von Lindau durchs Allgäu nach München. Fast jeder Ort mit Bahnhof am Rande der Strecke bereitete der Mannschaft einen besonderen Empfang. Allerdings gingen die sorgfältig vorbereiteten Choreographien und Reden zumeist im Jubel der Massen unter. Insgesamt über eine Million Menschen empfingen die DFB-Elf an jenem Dienstag an der Strecke und feierten die Mannschaft. Die für 16 Uhr geplante Ankunft in München verschob sich bis in den Abend. Dort nahm Oberbürgermeister Thomas Wimmer die deutsche Mannschaft in Empfang. Am Abend fand eine große Feier im Löwenbräukeller statt. Auch in den Tagen danach wurden die Weltmeister in ihren Heimatstädten gefeiert.
Für den Titel erhielt jeder Spieler 1000 Mark. Nach langen Verhandlungen war der DFB schließlich bereit, noch einmal zusätzlich 200 DM pro Einsatz zu bezahlen. Darüber hinaus erhielt jeder Spieler der Endspielmannschaft einen Goggomobil-Motorroller der Firma Glas; die Unternehmen SABA, Telefunken, Grundig und Blaupunkt überreichten jedem ein Fernsehgerät, und Maggi stiftete mit ihren Produkten bestückte Geschenkkörbe.

### Vorwurf der Nutzung von Aufputschmitteln
Der damalige Mannschaftsmasseur soll mehreren Spielern der deutschen Nationalmannschaft während des Turniers das Methamphetamin Pervitin intravenös verabreicht haben und nicht, wie behauptet, Vitamin C. Laut der Forschungsarbeit Geschichtliche Aspekte in der Präanabolen Phase von Erik Eggers an der Humboldt-Universität zu Berlin, die im Rahmen der Studie Doping in Deutschland 2010 an der Universität Leipzig vorgestellt wurde, gäbe es dafür Indizien. Horst Eckel erklärte dazu 2004: „Nie Doping, wenn, dann war es Traubenzucker. Und das ist kein Doping. Ich war jetzt in Bad Oeynhausen beim Ärztekongress, wo wir auch darüber sprachen. Die haben sich totgelacht, 1954 Doping. Da haben die sich totgelacht, und das ist ja doch bezeichnend.“

## Beste Torschützen
Torschützenkönig der Weltmeisterschaft wurde der Ungar Sándor Kocsis mit elf Toren. Schon beim 9:0 im ersten Spiel der ungarischen Mannschaft gegen Südkorea erzielte Kocsis drei Tore, im zweiten Vorrundenspiel gegen Deutschland sogar vier. Auch in der K.-o.-Runde schoss Sandor Kocsis im Viertel- und Halbfinale jeweils zwei Tore, doch ausgerechnet im Endspiel gegen Deutschland blieb der aufgrund der blonden Haarpracht und seiner Kopfballstärke „Goldköpfchen“ genannte Stürmer ohne Torerfolg.
| Rang | Spieler          | Tore |
| ---- | ---------------- | ---- |
| 1    | Sándor Kocsis    | 11   |
| 2    | Max Morlock      | 6    |
|      | Josef Hügi       | 6    |
|      | Erich Probst     | 6    |
| 5    | Robert Ballaman  | 4    |
|      | Nándor Hidegkuti | 4    |
|      | Carlos Borges    | 4    |
|      | Ferenc Puskás    | 4    |
|      | Helmut Rahn      | 4    |
|      | Hans Schäfer     | 4    |
|      | Ottmar Walter    | 4    |

| Rang | Spieler         | Tore |
| ---- | --------------- | ---- |
| 12   | Suat Mamat      | 3    |
|      | Burhan Sargın   | 3    |
|      | Juan Hohberg    | 3    |
|      | Pol Anoul       | 3    |
|      | Nat Lofthouse   | 3    |
|      | Oscar Míguez    | 3    |
|      | Theodor Wagner  | 3    |
|      | Ernst Stojaspal | 3    |
|      | Zoltán Czibor   | 3    |
|      | Fritz Walter    | 3    |

Darüber hinaus gab es 11 Spieler mit zwei und 27 Spieler mit einem Treffer. Hinzu kamen vier Eigentore.
Torschützenkönig des gesamten Wettbewerbs (Qualifikation und Endrunde) wurde der Deutsche Max Morlock mit 12 Toren.

## Eingesetzte Schiedsrichter
In den 26 Spielen wurden 26 verschiedene Referees aus 15 Verbänden eingesetzt, 16 Schiedsrichter und 10 ausnahmslos schweizerische Linienrichter. Die 16 Schiedsrichter kamen aus 15 verschiedenen, darunter 2 südamerikanischen, Verbänden. Lediglich vom englischen Verband wurden 2 Referees nominiert. Mit William Ling pfiff auch ein Engländer das Finalspiel. Erstmals seit 1938 kam mit Emil Schmetzer auch wieder ein deutscher Schiedsrichter zum Einsatz. Mit den Schiedsrichtern Ellis, Griffiths, Marino, Viana und da Costa Vieira waren 5 Unparteiische bereits 1950 in Brasilien nominiert.
| Name                 | Verband        | Anzahl der Spiele als | Anzahl der Spiele als | Platz- verweise | Anmerkung |
| Name                 | Verband        | SR                    | LR                    | Platz- verweise | Anmerkung |
| -------------------- | -------------- | --------------------- | --------------------- | --------------- | --------- |
| Manuel Asensi        | Spanien        | 1                     | 3                     | 0               |           |
| Arthur Ellis         | England        | 2                     | 3                     | 3               |           |
| Charlie Faultless    | Schottland     | 2                     | 2                     | 0               |           |
| Laurent Franken      | Belgien        | 1                     | 2                     | 0               |           |
| Mervyn Griffiths     | Wales          | 3                     | 1                     | 0               |           |
| William Ling         | England        | 2                     | 3                     | 0               |           |
| Esteban Marino       | Uruguay        | 1                     | 1                     | 0               |           |
| Vincenzo Orlandini   | Italien        | 2                     | 3                     | 0               |           |
| Emil Schmetzer       | BR Deutschland | 1                     | 2                     | 0               |           |
| Vasa Stefanović      | Jugoslawien    | 1                     | 2                     | 0               |           |
| Carl Erich Steiner   | Österreich     | 2                     | 1                     | 0               |           |
| Mario Viana          | Brasilien      | 1                     | 1                     | 0               |           |
| José da Costa Vieira | Portugal       | 1                     | 3                     | 0               |           |
| Raymond Vincenti     | Frankreich     | 2                     | 2                     | 0               |           |
| Paul Wyssling        | Schweiz        | 2                     | 2                     | 0               |           |
| István Zsolt         | Ungarn         | 2                     | 2                     | 0               |           |
| Linienrichter        |                |                       |                       |                 |           |
| Rene Baumberger      | Schweiz        | 0                     | 2                     | 0               |           |
| Fritz Buchmüller     | Schweiz        | 0                     | 3                     | 0               |           |
| Ernst Dörflinger     | Schweiz        | 0                     | 2                     | 0               |           |
| Albert von Günter    | Schweiz        | 0                     | 2                     | 0               |           |
| Denilo Guidi         | Schweiz        | 0                     | 1                     | 0               |           |
| Josef Gulde          | Schweiz        | 0                     | 2                     | 0               |           |
| Armand Merlotti      | Schweiz        | 0                     | 1                     | 0               |           |
| Willy Ruffli         | Schweiz        | 0                     | 1                     | 0               |           |
| Werner Schicker      | Schweiz        | 0                     | 2                     | 0               |           |
| Ernst Schönholzer    | Schweiz        | 0                     | 2                     | 0               |           |
| Gesamt:              |                | 26                    | 52                    | 3               |           |

## Organisation und Umfeld

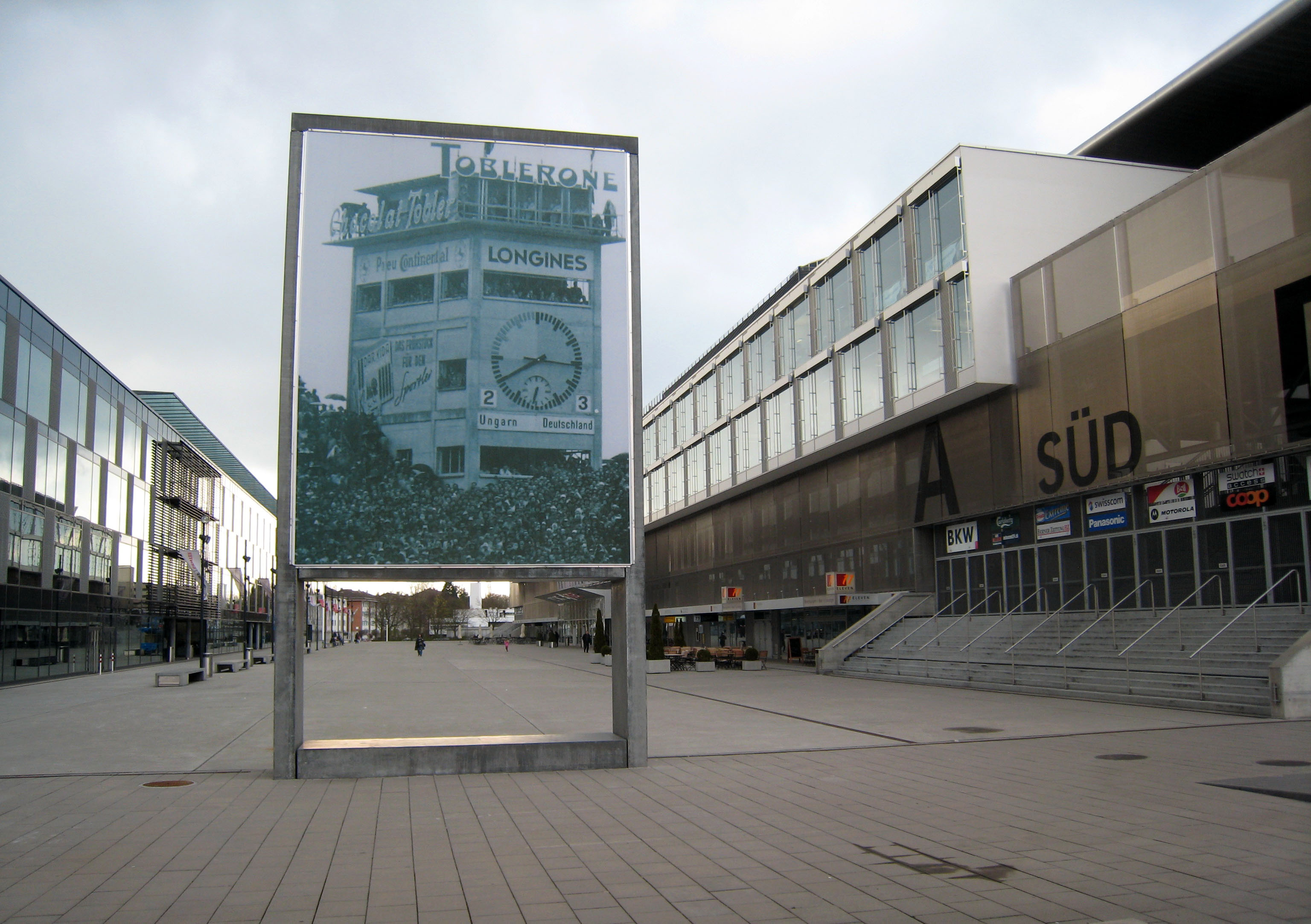
Das bekannte Bild des Uhrturms, um den sich die Menge drängt, schmückt heute die Rückseite der restaurierten Matchuhr vor dem Stade de Suisse.

### Organisationskomitee
Zur Planung von Ablauf und Durchführung der Weltmeisterschaft 1954 wurde ein WM-Organisationskomitee (kurz OK) eingesetzt, dessen Hauptquartier sich in Zürich befand. Präsident des OK war der spätere FIFA-Vizepräsident Ernst Thommen.
An leitender Stelle im Organisationskomitee waren neben dem Schweizer Thommen auch der Italiener Ottorino Barassi, der Schweizer Gustav Wiederkehr, FIFA-Präsident Jules Rimet sowie sieben weitere Herren vertreten.

### Visuelles Erscheinungsbild
Bei der Weltmeisterschaft 1954 wurde von den Organisatoren erstmals ein WM-Logo in Auftrag gegeben. Das vom Schweizer Grafiker Herbert Leupin geschaffene Signet bestand aus drei Elementen und verband die Weltkugel der FIFA-Fahne mit einem Lederfußball und dem Schweizerkreuz. Umgeben war das Logo von den Schriftzügen Fussball-Weltmeisterschaft 1954 in den Sprachen deutsch, französisch und italienisch. Das Logo wurde für alle Arten der Außendarstellung verwendet und zierte beispielsweise die vom Organisationskomitee herausgegebenen Informationsbulletins und die aktuellen Mitteilungen des Pressedienstes. Ein WM-Maskottchen gab es 1954 in der Schweiz noch nicht. Ein solches wurde mit World Cup Willie erstmals 1966 bei der WM in England eingeführt.
Die Schweizerische Post widmete der Weltmeisterschaftsendrunde in der Schweiz und zum 50-jährigen Bestehen der FIFA eine Sonderbriefmarke. Die am 15. März 1954 herausgegebene Briefmarke hatte einen Wert von 40 Rappen. Sie stellte einen Lederfußball vor einer in verschiedenen Blautönen gehaltenen Weltkarte dar.

### Sponsoring
Sponsoring wie es heute üblich ist, gab es bei der Fußball-WM 1954 noch nicht. Die spätere Siegermannschaft aus Deutschland war damals aber schon die einzige, die im Gegensatz zu allen anderen teilnehmenden Mannschaften einen eigenen Mannschaftsbus hatte. Das Fahrzeug vom Typ O 6500 wurde der deutschen Mannschaft von Magirus-Deutz zur Verfügung gestellt. Der Hersteller warb in diesem Zusammenhang für sich mit einem Foto, auf dem zwei Spieler und der Bundestrainer aus dem offenen Busfenster lächeln, und dem Slogan „Von Sieg zu Sieg mit Magirus-Deutz“.

### Finanzierung
Der Etat für die Organisation der Fußball-Weltmeisterschaft 1954 betrug rund 1,6 Millionen Schweizer Franken. Um das Risiko für den veranstaltenden Schweizer Fußballverband zu minimieren, wurde am 19. November 1949 der Verein Fussballweltmeisterschaft in der Schweiz gegründet, der eine breit angelegte Werbekampagne startete und somit für den finanziellen Erfolg der WM verantwortlich war.
Die gesamten Einnahmen betrugen rund 5,75 Millionen Schweizer Franken. An erster Stelle der Erlösseite standen rund 5,593 Millionen Franken, die aus dem Eintrittskartenverkauf umgesetzt wurden. Hinzu kam ein Betrag von 87.500 Franken von den übertragenden Radiostationen, sowie 15.000 Franken aus dem Verkauf der Fernsehübertragungsrechte. Außerdem bezahlte ein Schweizer Medienunternehmen 50.000 Franken für die Exklusiv-Filmrechte.
Nach Abzug aller Kosten blieb ein Gewinn von rund 2,75 Millionen Schweizer Franken, der anhand eines festgelegten Schlüssels aufgeteilt wurde. 60 Prozent gingen an die teilnehmenden Verbände, 15 Prozent an die FIFA und 25 Prozent an den Veranstalter.
Durch die bereits bestehende Fußball-Infrastruktur hielten sich die Investitionen für neue Stadien in einem überschaubaren Rahmen.

### Zuschauer und Stadien

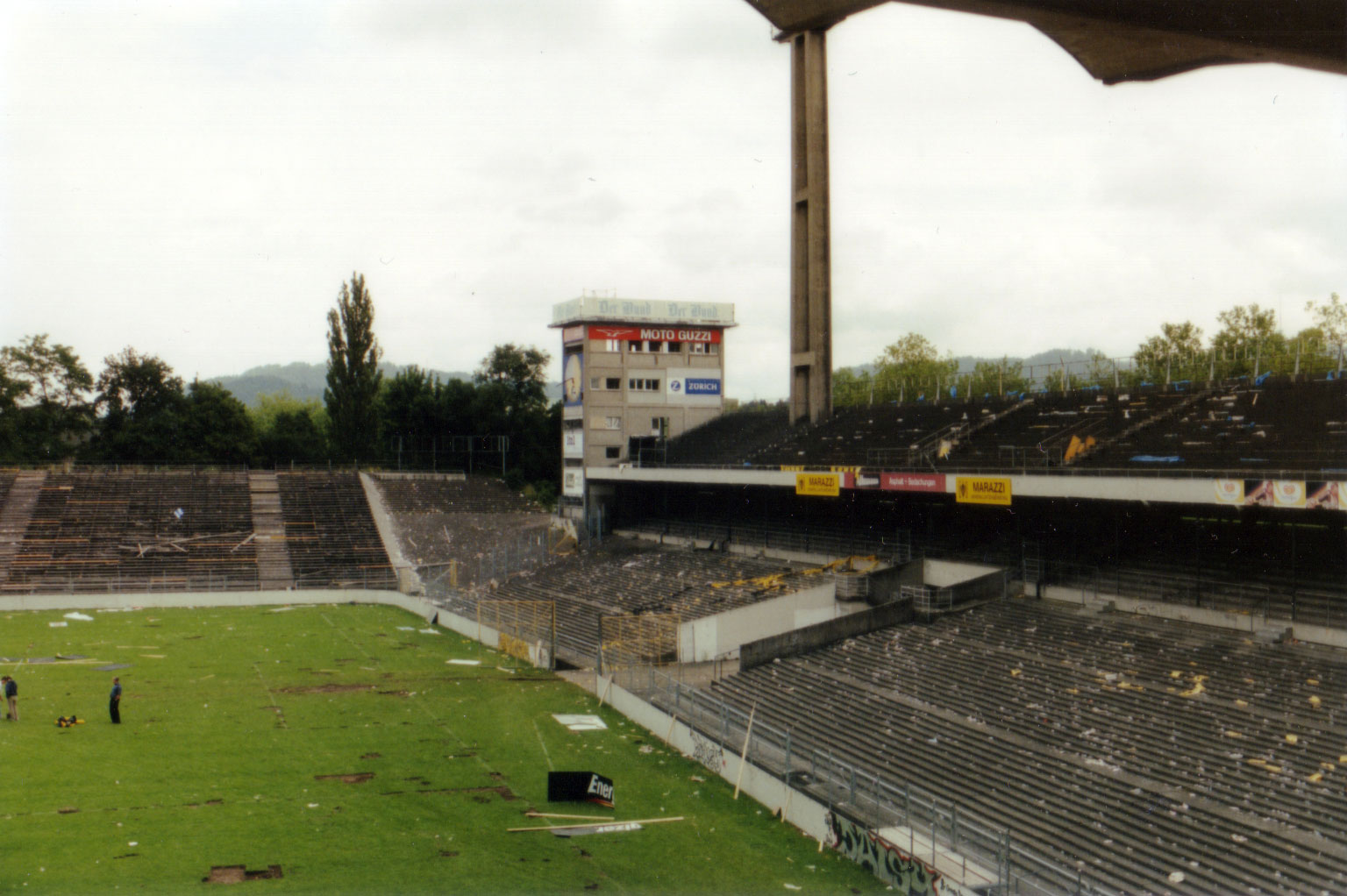
Das alte Wankdorfstadion vor seinem Abriss im Jahr 2001

In der mehrjährigen Vorbereitungszeit wurden die sechs Stadien, in denen die Spiele stattfanden, umgebaut und modernisiert oder neu errichtet, so dass die entstandenen Spielstätten sich schließlich einer Weltmeisterschaft in der damaligen Zeit als äußerst würdig erwiesen. Nachdem die FIFA bei der Vergabe der Weltmeisterschaft an die Schweiz zunächst vor allem wegen der vermeintlich zu geringen Stadionkapazitäten äußerst skeptisch gewesen war, zeigte sich während des Turnierverlaufs, dass das Fassungsvermögen der Spielstätten groß genug bemessen war und bei einigen Spielen sogar gähnende Leere herrschte.
Insgesamt wurden die 26 Endrundenspiele nach Angaben des Fußballweltverbandes FIFA von rund 889.500 Zuschauern verfolgt. Die durchschnittliche Stadionauslastung lag bei 58 %. Bis auf das Endspiel, das Halbfinale Deutschland gegen Österreich, sowie das Vorrundenspiel Deutschland gegen Ungarn war keine der Begegnungen ausverkauft, sodass man vor Beginn der einzelnen Spiele eine Karte an der Stadionkasse kaufen konnte. Die Preise für Tribünenkarten eines Vorrundenspiels lagen bei 14,40 Schweizer Franken. Für die günstigste Endspielkarte mussten 6 Franken, für die teuersten Plätze 30 Franken bezahlt werden.
Die meisten Zuschauer kamen zu den Begegnungen der gastgebenden Schweizer Mannschaft, der spielstarken Ungarn und zu denen des Nachbarlandes Deutschland, wo viele Deutsche vor allem bei den in Basel stattfindenden Spielen die kurzen Anfahrtswege nutzten. Das bei weitem geringste Interesse galt der Vorrundenpartie Türkei gegen Südkorea, bei der gerade einmal 3.541 zahlende Zuschauer im Genfer Stade des Charmilles begrüßt werden konnten.

### Berichterstattung
Eine Neuheit der 1954 in der Schweiz ausgetragenen 5. Weltmeisterschaft war die erstmalige Übertragung des Turniers im Fernsehen. Rund 1.300 Reporter aus 30 Ländern berichteten von der Fußball-Weltmeisterschaft. Die Schweiz war mit knapp 400 akkreditierten Medienvertretern am stärksten vertreten, gefolgt von den Deutschen. Australien, die UdSSR und Norwegen schickten jeweils einen Vertreter. Obwohl die Fernsehberichterstatter unter den entsandten Reportern noch in der Minderzahl waren, war das Interesse der Zuschauer überwältigend. Etwa 40–90 Millionen Menschen sahen die Begegnungen des Turniers vor rund vier Millionen Schwarz-Weiß-Fernsehgeräten. Die Fußball-Weltmeisterschaft 1954 trug damit entscheidend dazu bei, das Fernsehen im Europa der Nachkriegszeit populär zu machen. So setzten in Deutschland während des Turniers die Hersteller Telefunken, SABA und Mende ihre gesamten Lagerbestände ab. Die Firma Philips verkaufte innerhalb von 14 Tagen 1.000 Tischgeräte.
Die europäischen Anstalten, die Mitglied der Eurovision waren, konnten in der Regel kostenfrei berichten und dabei die vom Schweizer Fernsehen bereitgestellten Bilder nutzen. Die Übertragungsrechte für andere kommerzielle Sender wurden für insgesamt 15.000 Schweizer Franken verkauft.
In Deutschland übertrug die ARD acht der 26 Spiele live. Neben dem Endspiel Deutschland gegen Ungarn wurden ein Halbfinale, zwei Viertelfinalspiele und vier Vorrundenspiele übertragen. Hierfür entsandte die ARD ein vierköpfiges Reporterteam, das für Fernsehen und Radio aus der Schweiz berichtete. Die Journalisten waren Herbert Zimmermann, Gerd Krämer, Kurt Brumme und Rudi Michel. Als Redakteure waren Robert Lembke und Josef Kirmaier vor Ort. In Erinnerung geblieben ist jedoch vor allem die Hörfunk-Reportage des Endspiels durch Herbert Zimmermann, die großen Anteil an der Legende von Bern hat. Für die Fernsehübertragung des Endspiels wurde eine Co-Moderation mit dem Schweizer Fernsehen organisiert. Den deutschen Kommentar übernahm Bernhard Ernst. Eine elektronische Aufzeichnung von Fernsehsendungen (MAZ) war 1954 technisch noch nicht möglich, weshalb keine Archivaufnahmen der damaligen Live-Fernsehbilder existieren; auch gibt es keine Tonmitschnitte der Fernsehkommentare. Die existierenden Filmaufnahmen werden heute meistens mit dem Radiokommentar von Herbert Zimmermann unterlegt.

## Fazit
Die 5. Fußball-Weltmeisterschaft in der Schweiz wird im Allgemeinen als erste „richtige“ Weltmeisterschaft bezeichnet. So war das Turnier von der Organisation bis hin zur Idee der noch heute praktizierten Austragung in Form von Gruppenspielen mit anschließender K.-o.-Runde richtungweisend für nachfolgende Weltmeisterschaften.

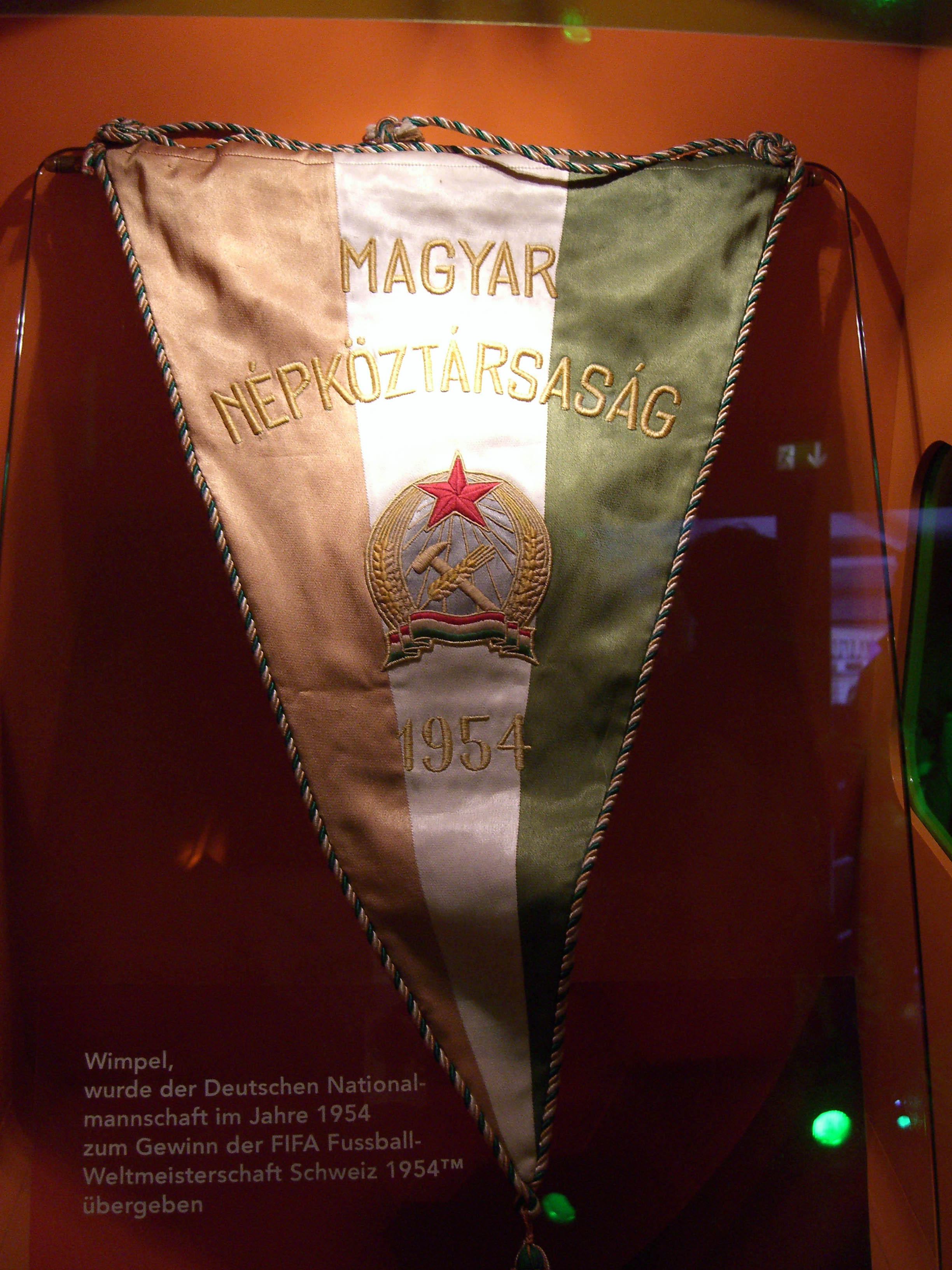
Ungarischer Fußballwimpel der WM 1954

Experten bescheinigten dem bei der Weltmeisterschaft 1954 gespielten Fußball eine zuvor nicht gekannte Qualität. Die teilnehmenden Mannschaften zeigten ein attraktives risikoorientiertes Offensivspiel. In 26 Begegnungen erzielte man 140 Tore, was einem Durchschnitt von 5,38 Treffern pro Spiel entspricht, und noch heute die gültige Rekordzahl für die bei einer Weltmeisterschaft erzielten Tore ist. Taktisch begann bei der Weltmeisterschaft 1954 ein Umbruch. Hatten bis dahin nahezu alle Mannschaften das WM-System praktiziert, setzten vor allem die beiden Trainer der sich im Endspiel gegenüberstehenden Mannschaften Gusztáv Sebes und Sepp Herberger auf modernere Spielvarianten. Standen bisher vor allem die Einzelspieler im Vordergrund, ging die Entwicklung fortan klar Richtung Mannschaftsspiel, sodass sich auch hervorragende Spieler wie Ferenc Puskás, Fritz Walter oder Juan Schiaffino an die Gesamtstrategie anpassen mussten. Zukünftig würden Teamgeist und die Taktik der Kollektive, aber in verstärktem Maße auch Kondition und Kampfkraft ausschlaggebend sein. Die Mannschaften aus Ungarn und Deutschland, die diese Entwicklungen bereits während der Weltmeisterschaft in der Schweiz aufgriffen, standen sich schließlich im Finale gegenüber. Setzten die Ungarn auf Technik und Kurzpassspiel, was sie in unzähligen Vorbereitungsspielen einübten, so hatte Herberger seine Mannschaft vor allem körperlich und taktisch geschult.
Wie auch in den nachfolgenden Jahrzehnten wurde das Turnier noch ausschließlich von südamerikanischen und vor allem von europäischen Mannschaften dominiert. Während Nationen aus Ozeanien oder Afrika gar nicht erst am Endturnier teilnahmen, waren Südkorea und Mexiko als Vertreter Asiens sowie Nord- und Mittelamerikas den anderen Mannschaften deutlich unterlegen. Ohne einen einzigen Punktgewinn und mit 2:24 Toren mussten sie die Heimreise antreten. Die südamerikanischen Mannschaften konnten die in sie gesetzten Erwartungen nicht erfüllen. Ihnen erging es diesmal ähnlich wie vier Jahre zuvor den Europäern, als diese bei der Weltmeisterschaft in Brasilien keine wirkliche Chance hatten. Brasilien scheiterte im Viertelfinale an Ungarn, und Uruguay, das als amtierender Weltmeister immerhin das Halbfinale erreichte, verlor dieses genauso wie das Spiel um Platz 3. Unter den europäischen Teams sorgten neben den beiden Endspielteilnehmern zwei weitere Mannschaften für Aufsehen. So gelang es dem Gastgeber Schweiz, die italienische Mannschaft zu schlagen, womit der bis zu diesem Zeitpunkt zweimalige Weltmeister bereits in der Vorrunde ausschied. In einem großen Spiel unterlagen die Schweizer schließlich Österreich, das mit dem dritten Platz seinen bislang größten Erfolg feiern konnte. Die bei weitem größte Überraschung des Turniers war jedoch der deutsche Finalsieg über Ungarn, dem unbestrittenen Favoriten für den Gewinn der Weltmeisterschaft 1954, der zwei Jahre zuvor die Goldmedaille bei den Olympischen Spielen gewann, und seit Mai 1950 in 31 Spielen bei 27 Siegen und 4 Unentschieden ungeschlagen war.

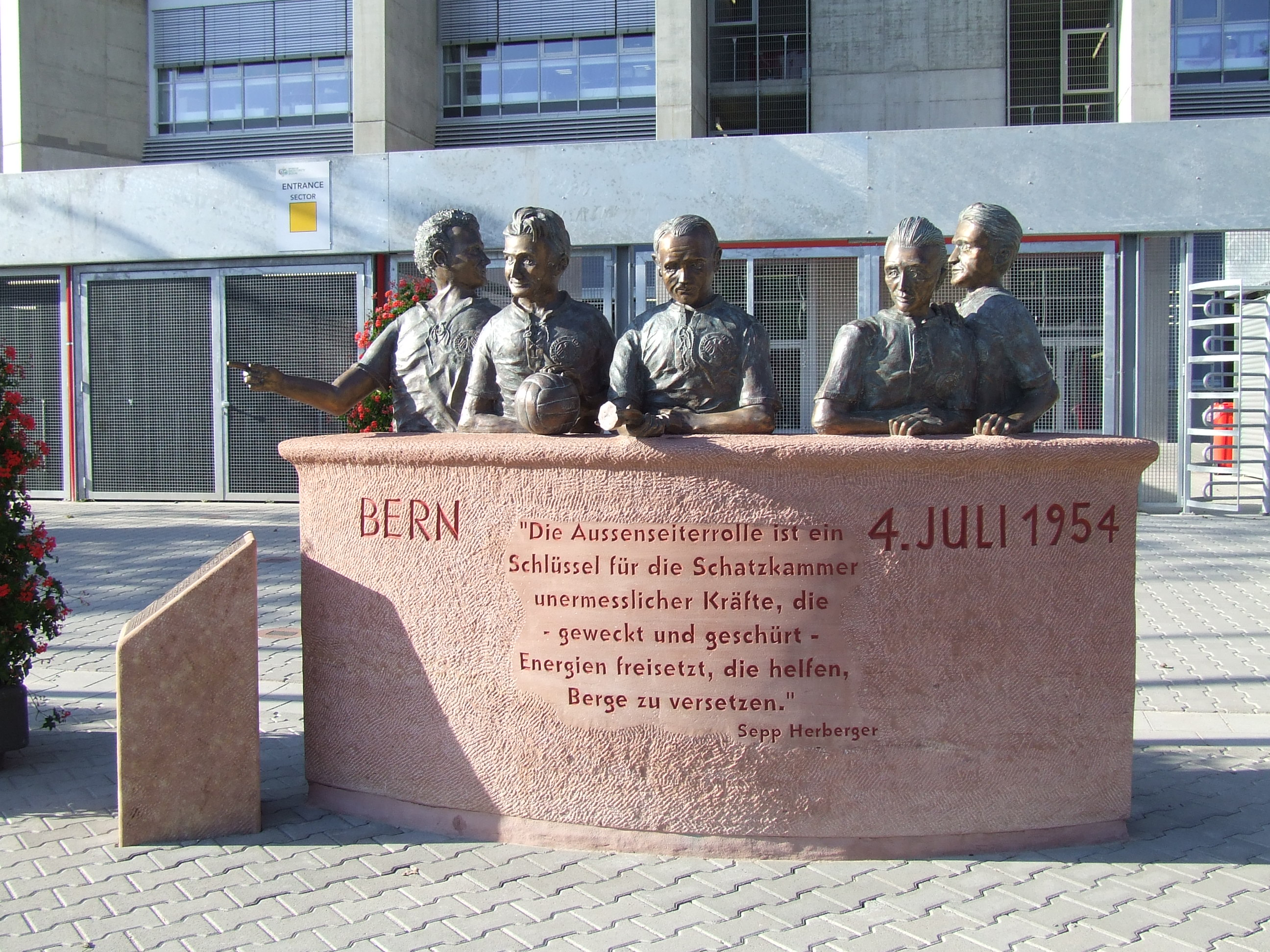
Die fünf Kaiserslauterer WM-Helden von Bern

Der Endspielsieg Deutschlands über Ungarn wurde zum Sinnbild für das Schicksal der beiden Nationen. So wie er auf der einen Seite überhöht als „eigentliche Geburtsstunde“ der Bundesrepublik gesehen wird, nahm er gleichzeitig den Abstieg Ungarns vorweg, der im niedergeschlagenen Volksaufstand im Herbst 1956 endete.
In Deutschland löste der Titelgewinn einen Freudentaumel aus. Neun Jahre nach dem von Deutschland verlorenen Krieg und dessen weiterhin wirksamen Folgen schien der erste große Erfolg in der Geschichte des deutschen Fußballs wie eine Befreiung und gab den Menschen verlorengegangenes Selbstvertrauen zurück – so zumindest die heute herrschende Deutung des „Gründungsmythos“ Wunder von Bern, die allerdings wohl Jahrzehnte später durch Publizisten geprägt wurde. Die Begeisterung erfasste aber zumindest in den ersten Tagen nach dem WM-Sieg alle Schichten und Gruppen der Bevölkerung ohne Rücksicht auf Zonengrenzen. So feierten auch die Bewohner der DDR, deren Fußballverband erst Mitte 1952 von der FIFA aufgenommen wurde und nicht an der WM-Qualifikation teilnahm, den Sieg der westdeutschen Mannschaft, obwohl die politische Führung lieber einen Sieg des sozialistischen Bruders aus Ungarn gesehen hätte.
Während in Deutschland überschwänglich gefeiert wurde, herrschte in Ungarn Tristesse. Die Magyaren hatten dank ihrer spielerischen Klasse seit 1950 nicht mehr verloren und mussten sich gegen das bislang fußballerisch unbedeutende Deutschland, das in der Gruppenphase noch mit 8:3 besiegt worden war, geschlagen geben. So gilt in Ungarn die Niederlage der Mannschaft um Ferenc Puskás bis heute als nationales Trauma. Das Land litt unter der kommunistischen Führung von „Stalins bestem Schüler“ Matyas Rakosi. Solange die Fußballer, wie am 25. November 1953, als die Goldene Elf die seit 90 Jahren zu Hause ungeschlagenen Engländer im Wembley-Stadion mit 6:3 besiegte, erfolgreich waren, siegte die Nation mit. Das Volk hielt still, bis zur Niederlage. In Budapest zogen nach dem verlorenen Endspiel Hunderttausende enttäuschter Menschen durch die Straßen. Sie warfen Straßenbahnen um, Schaufenster gingen zu Bruch, und aus den Auslagen wurden die Bilder der Mannschaft geholt und auf das Pflaster geworfen, sie verwüsteten die Wohnung des kommunistischen Nationaltrainers Gusztáv Sebes. Aus der Randale entwickelte sich schnell die erste politische Demonstration nach Ende des Krieges. Die heimkehrenden ungarischen Spieler wurden von der Bevölkerung, der kommunistischen Regierung und dem Geheimdienst als Hauptverantwortliche dieser „nationalen Schande“ gebrandmarkt. So klagte die politische Führung Torwart Grosics im Dezember 1954 wegen Landesverrats an und verbannte ihn in die Provinz. Spieler wie Puskas, Czibor und Kocsis kehrten später dem Land den Rücken und wanderten nach Spanien aus. Der ungarische Fußball hat sich davon nie erholt. Während Deutschland noch dreimal Welt- und dreimal Europameister wurde, versank Ungarn in der Bedeutungslosigkeit. Seit 1986 nahm das Land an keiner Endrunde einer Weltmeisterschaft mehr teil.
Über die Jahrzehnte wurde der Sieg der Nationalmannschaft bei der Weltmeisterschaft 1954 in Deutschland zu einem nationalen Mythos erhoben. Nachdem in den ersten Jahren nach dem Triumph vor allem der rein sportliche Stellenwert des WM-Sieges herausgestellt worden war, lässt sich mit der Zeit eine Verklärung und Mythisierung des Sieges erkennen. Diese beginnt mit der Glorifizierung Sepp Herbergers nach dessen Tod 1977 und wurde zunächst in den 1990er Jahren zum 40-jährigen Jubiläum des Endspielsieges wieder aufgegriffen. Mit dem Tod Fritz Walters und Helmut Rahns sowie dem 50. Jahrestag des Triumphs im Jahr 2004 erfuhr die öffentliche Wahrnehmung des damaligen Ereignisses durch eine Flut zum Thema publizierter Bücher und Dokumentationen sowie den Kinofilm „Das Wunder von Bern“ einen neuen Höhepunkt.